# جان بيكر
جان بيكر (بالألمانية: Jean Becker)‏ هو موسيقي وعازف كمان ألماني، ولد في 11 مايو 1833 في مانهايم في ألمانيا، وتوفي بنفس المكان في 10 أكتوبر 1884.

## وصلات خارجية
- جان بيكر على موقع ميوزك برينز (الإنجليزية)